# Arturo Olavarría
Arturo Olavarría Bravo (Curicó, 2 de abril de 1900-12 de enero de 1977) fue un abogado y político chileno, miembro del Partido Radical (PR). Se desempeñó como diputado, y ministro de Estado durante los gobiernos de los presidentes Pedro Aguirre Cerda y Carlos Ibáñez del Campo.

## Familia y estudios
Nació en Curicó, el 2 de abril de 1900; hijo de Armando Olavarría y Amelia Bravo. Realizó sus estudios primarios y secundarios en el Liceo de Aplicación de Santiago, y los superiores en la Escuela de Derecho de la Universidad de Chile; y la misma carrera en la Universidad de Quito, Ecuador. En 1923 se tituló de abogado y doctor en jurisprudencia en ese país; juró como abogado en Chile, el 24 de diciembre de 1927.
Se desempeñó como secretario privado del senador por Tarapacá Arturo Alessandri en 1918. Desde 1920, ya con Alessandri establecido en la presidencia de la República, asumió esa misma función, hasta 1924.
Posteriormente, ejerció su profesión en juicios civiles y del trabajo. Fue director gerente de la Caja de Crédito Agrario hasta 1940, y presidente de la Junta de Exportación Agrícola.
Se casó con Juana Gabler Merzdorf, con quien tuvo dos hijos.

## Carrera política
En las elecciones parlamentarias de 1924, fue elegido como diputado por Curicó, por el periodo 1924-1927; fue excluido de la Cámara por el diputado Manuel Rivas Vicuña, quien se incorporó el 24 de junio de 1924. De todas maneras, fue disuelto el Congreso Nacional, el 11 de septiembre de 1924, por decreto una Junta de Gobierno, instaurada tras un golpe de Estado en esa fecha.
Más tarde, en las elecciones parlamentarias de 1932, fue elegido como diputado nuevamente, pero por la Séptima Agrupación Departamental (Santiago), 1° Distrito, por el periodo 1933-1937; integró la Comisión Permanente de Agricultura y Colonización. Durante su labor parlamentaria fue autor de los siguientes proyectos de ley: monopolio del crédito prendario a favor del Estado, que desde 1940 fue ley e implantado en toda la República en forma efectiva; ley del trigo; ley de abonos; ley de vinagres; fundador del Instituto de Información Campesina, de Puestos Reguladores y escuelas agrícolas primarias y la ley sobre la creación de la Corporación de Transportes.
En 1931 se incorporó al Partido Social Republicano, siendo secretario de dicha colectividad durante su año de ingreso. Renunció al partido en 1938, y se integró las filas del Partido Radical (PR); allí fue secretario general y miembro de la Junta Central Radical en ese mismo año. Además, fue dirigente de la campaña presidencial del candidato del partido, Pedro Aguirre Cerda.
Una vez que Aguirre Cerda ganó la elección presidencial, el 24 de diciembre de 1938 fue nombrado como ministro de Agricultura, cargo que ejerció hasta el 14 de febrero de 1940. Durante su gestión se preocupó del establecimiento de cooperativas de pequeños agricultores; fruto de sus esfuerzos se aprobó la ley n.º 6.382, que estableció las Cooperativas de Pequeños Agricultores, siendo promulgada el 9 de agosto de 1939. Dicha ley fue radactada por él mismo, con la amplia aprobación del presidente de la República. También en la misma administración, fue nombrado como ministro de Fomento en calidad de subrogante (s), función que desempeñó entre los días 21 y 23 de marzo de 1939; y como ministro del Interior, entre el 23 de diciembre de 1940 y el 16 de septiembre de 1941.
En 1946 fue uno de los fundadores y primer presidente de la Acción Chilena Anticomunista (ACHA). Al mismo tiempo renunció al Partido Radical e ingresó al Partido Radical Democrático, colectividad perteneciente al sector derechista del radicalismo, ejerciendo como su vicepresidente. Cuando este partido se disolvió, pasó a ser independiente.
Posteriormente, el 3 de noviembre de 1952 el presidente Carlos Ibáñez del Campo lo designó como ministro de Relaciones Exteriores, desempeñándose en el cargo hasta el 1 de abril de 1953. Además ejerció como nuevamente la titularidad del Ministerio del Interior, pero en calidad de subrogante (s), entre los días 25 y 28 de febrero de 1953; y como titular pleno del Interior, desde el 17 de noviembre de 1954 hasta el 6 de enero de 1955.
Fue condecorado con la Orden del Libertador de la República de Venezuela. Falleció el 12 de enero de 1977.